# Eriovixia gryffindori
Eriovixia gryffindori — вид аранеоморфних павуків родини Павуки-колопряди (Araneidae).
Вид виявлений у 2016 році в індійському штаті Карнатака командою індійських біологів (Джавед Ахмед, Раджашрі Халапа і Сумукха Джавагал). Форма черевця павука схожа на коричневий загострений капелюх. Це дозволяє йому прикидатися сухим листком і ховатися від хижаків. Його зовнішній вигляд, на думку першовідкривачів, нагадує Сортувальний Капелюх з книг про Гаррі Поттера. Таким чином, вони назвали його в честь Годрика Грифіндора, першого власника капелюха.